# Замок Гатри
За́мок Га́три (англ. Guthrie Caslte) — средневековый замок, который расположен в маленьком городке Гатри, а области Ангус, Шотландия. Крепость также расположена в 10 км к востоку от города Форфар и в 29 км к северо-востоку от города Данди.

## История
Дэвид Гатри, казначей короля, построил крепость Гатри в 1468 году. В те времена крепость состояла лишь из большой башни, но позже семья Гатри также пристроила к башне жилую пристройку.
В 1848 году замок Гатри был значительно расширен и перестроен под руководством архитектора Дэвида Брайса. Фамильное поместье — замок Гатри — оставался собственностью семьи Гатри до смерти последнего наследника клана — Ивана Гатри в 1984 году.

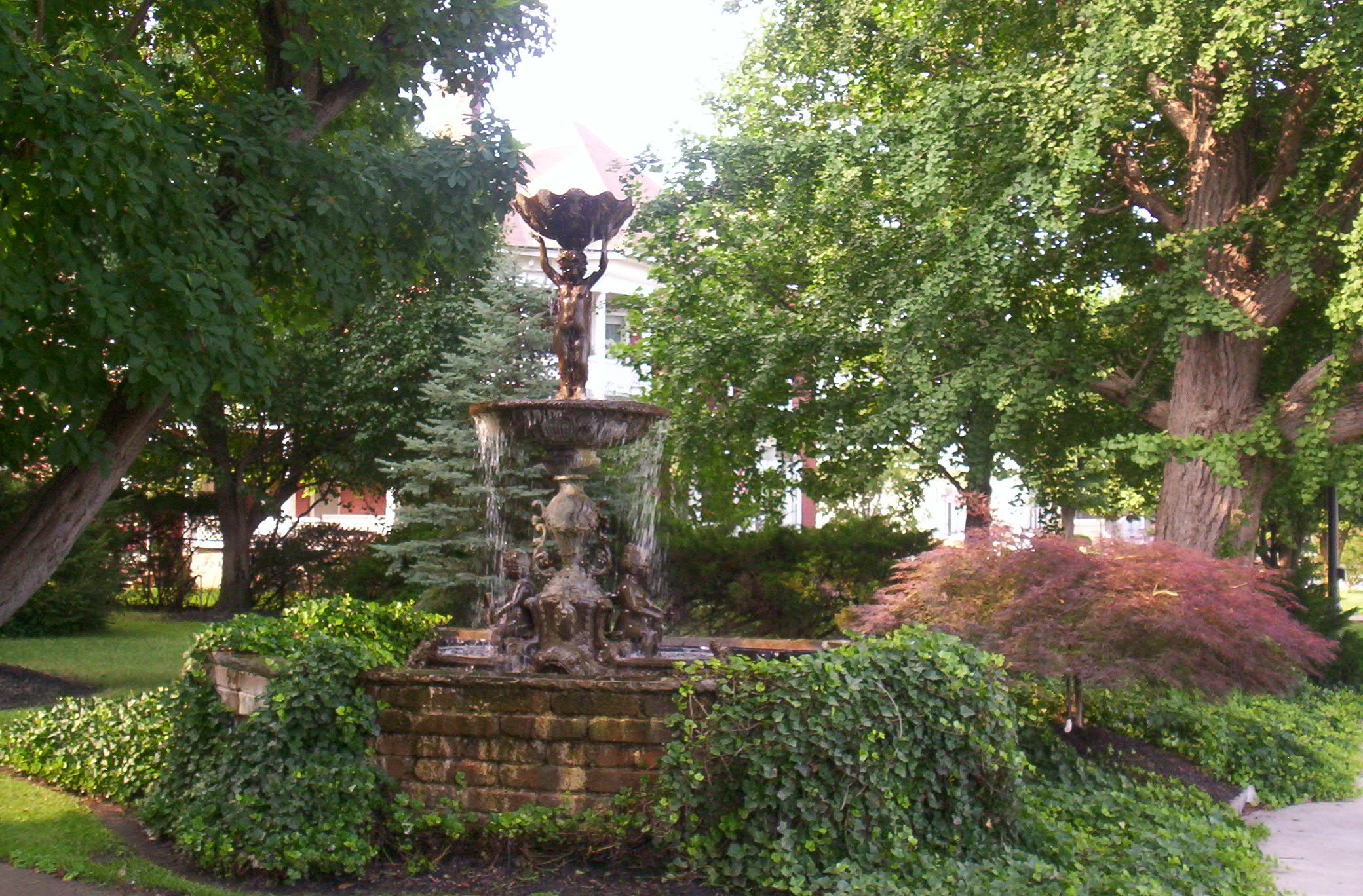
Сад замка

В 1984 году замок Гатри был куплен американским бизнесменом Дэниелом С. Пенья. Он восстановил замок до состояния XIX века и построил поле для гольфа в поместье в 1994—1995 годах.
В 2003 году замок стал открыт для публики, для свадебных торжеств, корпоративных мероприятий и групповых заказов.
Но в 2017 году владельцы решили, что он больше не будет открыт для публики и станет частным домом.